# 巴特特尔茨-沃尔夫拉茨豪森县
巴特特尔茨-沃尔夫拉茨豪森县（德語：Landkreis Bad Tölz-Wolfratshausen）是德国巴伐利亚州的一个县，隶属于上巴伐利亚行政区，首府巴特特尔茨。
由於兩岸對於德國行政區「Landkreis」翻譯的不同，台灣稱為「巴特特爾茨-沃爾夫拉茨豪森郡」；中國大陸則稱為「巴特特尔茨-沃尔夫拉茨豪森县」。

## 地理
巴特特尔茨-沃尔夫拉茨豪森县北面与慕尼黑县，东面与米斯巴赫县，南面与奥地利的蒂罗尔州，西面与加米施-帕滕基兴县、魏尔海姆-雄高县和施塔恩贝格县相邻。